# Upsahl
Upsahl（风格化为UPSAHL），本名泰勒·卡梅隆·乌普萨尔（英語：Taylor Cameron Upsahl，1998年11月28日—），是一名美国创作歌手和多乐器演奏家。为爱丽斯塔唱片重新启动后签约的首位艺人。